# Krzysztof Miller

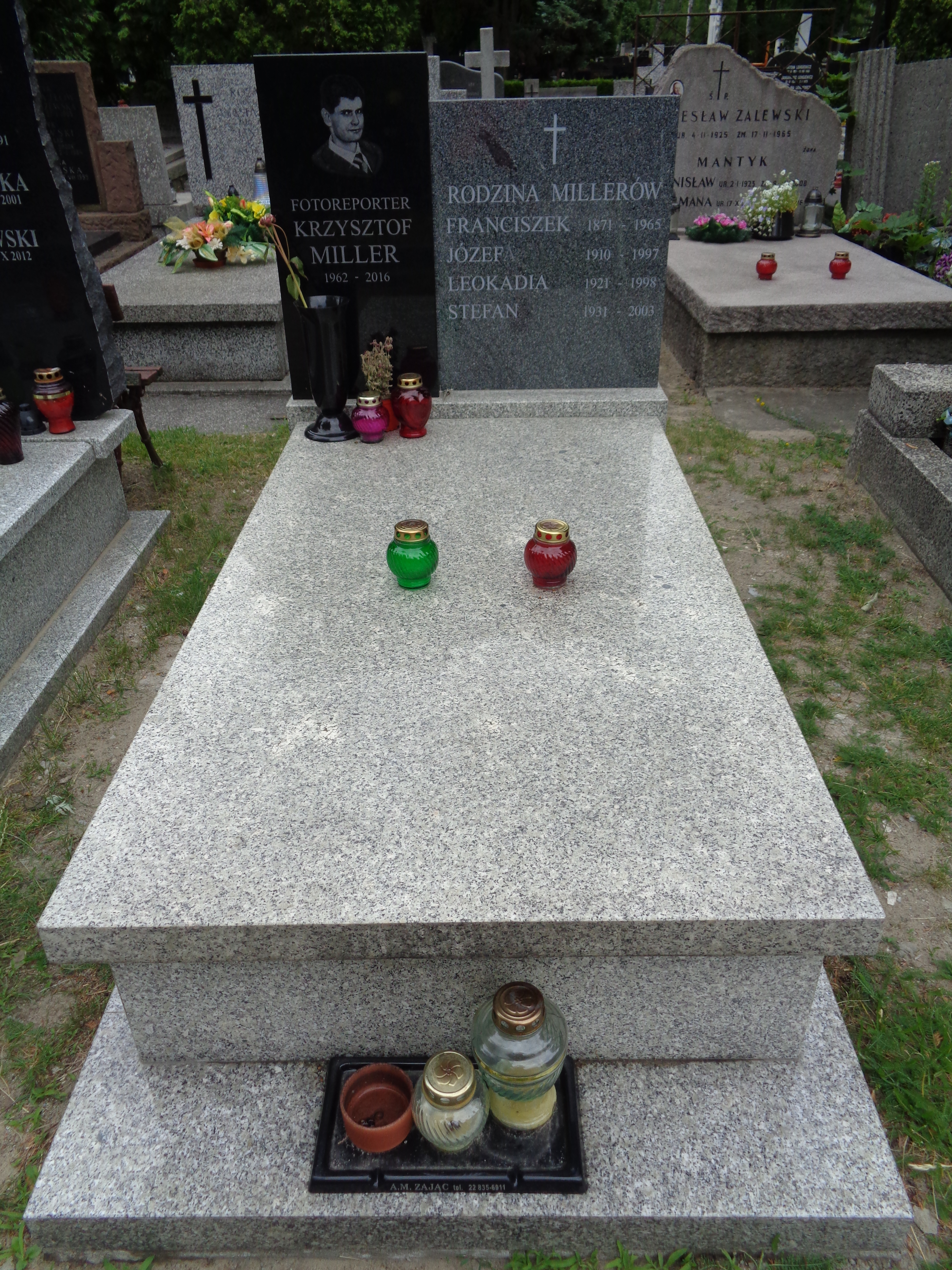
Grób Krzysztofa Millera na cmentarzu Wojskowym na Powązkach

Krzysztof Artur Miller (ur. 25 marca 1962 w Warszawie, zm. 9 września 2016 w Brwinowie) – polski fotoreporter i sportowiec.

## Życiorys
Syn Stefana i Elżbiety. W latach 1976–1986 wielokrotny mistrz Polski seniorów w skokach do wody z trampoliny i wieży. Studiował na warszawskiej AWF.
Od 1986 razem z Jerzym Gumowskim autor zdjęć dla pism drugiego obiegu w Polsce. Od 1988 fotograf Centrum Informacji Akademickiej NZS, współpracownik „Przeglądu Wiadomości Agencyjnych”. Fotografował w 1989 obrady Okrągłego Stołu. Od tegoż roku fotoreporter „Gazety Wyborczej”. Autor m.in. fotoreportaży z czechosłowackiej aksamitnej rewolucji, rewolucji w Rumunii, wojen (m.in. w Bośni i Gruzji) oraz cyklu zatytułowanego Zair. W 2000 był jurorem konkursu World Press Photo. Opublikował książkę 13 wojen i jedna. Prawdziwa historia reportera wojennego (wyd. SIW „Znak”, Kraków 2013, ISBN 978-83-240-2100-0).
W 2012 powstał film dokumentalny pt. W oku Boga, autorstwa Wojciecha Królikowskiego, poświęcony pracy fotoreporterskiej Krzysztofa Millera. W 2014 prezydent Bronisław Komorowski odznaczył go Krzyżem Kawalerskim Orderu Odrodzenia Polski.
Przez kilka lat zmagał się z zespołem stresu pourazowego. Popełnił samobójstwo. 15 września 2016 został pochowany na cmentarzu Wojskowym na Powązkach w Warszawie (kwatera G–2b–9).

## Reportaże fotograficzne
- 1989 – Czechosłowacja, Rumunia
- 1991 – Bałkany, Gruzja
- 1992 – Górski Karabach, Bośnia, Chorwacja, Tadżykistan, Afganistan
- 1993 – Chorwacja, Kambodża, turecki Kurdystan, Abchazja, Górski Karabach
- 1994 – Chorwacja, RPA, Afganistan
- 1995 – Bośnia, Czeczenia, Rwanda, Burundi Zair
- 1996 – Czeczenia, Afganistan
- 1997 – Zair, Czeczenia
- 1999 – Kosowo, Czeczenia
- 2000–2002 – Afganistan (11 razy)
- 2003 – Czeczenia, Kongo, Irak
- 2005 – Irak
- 2006 – Kongo, Uganda, Sudan Południowy
- 2008 – Kenia